# Listă de filme britanice din 1936
Aceasta este o listă de filme britanice din 1936:

## Lista
| 1936                                           |                                    |                                                            |                      |                                         |
| Accused                                        | Thornton Freeland                  | Douglas Fairbanks Jr., Dolores del Río                     | Drama                |                                         |
| All In                                         | Marcel Varnel                      | Ralph Lynn, Gina Malo                                      | Comedy               |                                         |
| All That Glitters                              | Maclean Rogers                     | Jack Hobbs, Kay Walsh                                      | Comedy               |                                         |
| The Amateur Gentleman                          | Thornton Freeland                  | Douglas Fairbanks Jr., Elissa Landi                        | Adventure            |                                         |
| The Amazing Quest of Ernest Bliss              | Alfred Zeisler                     | Cary Grant, Mary Brian, Peter Gawthorne                    | Romantic comedy      |                                         |
| Annie Laurie                                   | Walter Tennyson                    | Will Fyffe, Polly Ward                                     | Comedy               |                                         |
| As You Like It                                 | Paul Czinner                       | Laurence Olivier, Elisabeth Bergner                        | Shakespeare's comedy |                                         |
| The Avenging Hand                              | Victor Hanbury, Frank Richardson   | Noah Beery, Kathleen Kelly                                 | Crime                |                                         |
| Ball at Savoy                                  | Victor Hanbury                     | Conrad Nagel, Marta Labarr                                 | Musical              |                                         |
| The Bank Messenger Mystery                     | Lawrence Huntington                | George Mozart, Kenneth Kove                                | Crime                |                                         |
| The Belles of St. Clements                     | Ivar Campbell                      | Meriel Forbes, Basil Langton                               | Drama                |                                         |
| Beloved Imposter                               | Victor Hanbury                     | René Ray, Fred Conyngham                                   | Musical              |                                         |
| The Beloved Vagabond                           | Curtis Bernhardt                   | Maurice Chevalier, Margaret Lockwood                       | Musical/drama        |                                         |
| The Big Noise                                  | Alex Bryce                         | Alastair Sim, Norah Howard                                 | Musical/comedy       |                                         |
| Birds of a Feather                             | John Baxter                        | George Robey, Horace Hodges                                | Comedy               |                                         |
| Blind Man's Bluff                              | Albert Parker                      | Basil Sydney, Enid Stamp-Taylor                            | Drama                |                                         |
| Born That Way                                  | Randall Faye                       | Elliott Mason, Kathleen Gibson                             | Comedy               |                                         |
| Broken Blossoms                                | John Brahm                         | Dolly Haas, Emlyn Williams                                 | Drama                |                                         |
| The Brown Wallet                               | Michael Powell                     | Patric Knowles                                             | Crime                |                                         |
| Busman's Holiday                               | Maclean Rogers                     | Wally Patch, Gus McNaughton                                | Comedy               |                                         |
| Cafe Mascot                                    | Lawrence Huntington                | Geraldine Fitzgerald, Derrick De Marney                    | Comedy               |                                         |
| Calling the Tune                               | Reginald Denham, Thorold Dickinson | Adele Dixon, Sally Gray                                    | Musical              |                                         |
| Captain Bill                                   | Ralph Cedar                        | Leslie Fuller, Judy Kelly                                  | Comedy               |                                         |
| The Captain's Table                            | Percy Marmont                      | Percy Marmont, Marian Spencer                              | Crime                |                                         |
| The Cardinal                                   | Sinclair Hill                      | Matheson Lang, Eric Portman                                | Historical           |                                         |
| Cheer Up                                       | Leo Mittler                        | Stanley Lupino, Sally Gray                                 | Musical              |                                         |
| Chick                                          | Michael Hankinson                  | Sydney Howard, Betty Ann Davies                            | Comedy/crime         |                                         |
| Crime Over London                              | Alfred Zeisler                     | Margot Grahame, Paul Cavanagh                              | Crime                |                                         |
| The Crimes of Stephen Hawke                    | George King                        | Tod Slaughter, Eric Portman                                | Horror/drama         |                                         |
| The Crimson Circle                             | Reginald Denham                    | Hugh Wakefield, Niall MacGinnis                            | Crime                |                                         |
| Crown v. Stevens                               | Michael Powell                     | Patric Knowles, Glennis Lorimer                            | Crime                |                                         |
| David Livingstone                              | James A. FitzPatrick               | Percy Marmont, Marian Spencer                              | Historical/adventure |                                         |
| Debt of Honour                                 | Norman Walker                      | Leslie Banks, Will Fyffe, Geraldine Fitzgerald             | Drama                |                                         |
| Dishonour Bright                               | Tom Walls                          | Tom Walls, Eugene Pallette, Diana Churchill                | Comedy               |                                         |
| Dodging the Dole                               | John E. Blakeley                   | Barry K. Barnes, Dan Young                                 | Musical              |                                         |
| Dream Doctor                                   | Widgey R. Newman                   | Leo Genn, Julie Suedo                                      | Drama                |                                         |
| Dreams Come True                               | Reginald Denham                    | Frances Day, Nelson Keys                                   | Musical              |                                         |
| Dusty Ermine                                   | Bernard Vorhaus                    | Anthony Bushell, Jane Baxter                               | Crime                |                                         |
| The Early Bird                                 | Donovan Pedelty                    | Richard Hayward, Jimmy Mageean                             | Comedy               |                                         |
| East Meets West                                | Herbert Mason                      | George Arliss, Godfrey Tearle                              | Drama                |                                         |
| Educated Evans                                 | William Beaudine                   | Max Miller, Hal Walters                                    | Comedy               |                                         |
| Eliza Comes to Stay                            | Henry Edwards                      | Betty Balfour, Seymour Hicks                               | Comedy               |                                         |
| The End of the Road                            | Alex Bryce                         | Harry Lauder, Bruce Seton                                  | Musical              |                                         |
| Everybody Dance                                | Charles Reisner                    | Cicely Courtneidge, Ernest Truex                           | Musical              |                                         |
| Everything in Life                             | J. Elder Wills                     | Gitta Alpar, Neil Hamilton                                 | Musical              |                                         |
| Everything Is Rhythm                           | Alfred J. Goulding                 | Harry Roy, Dorothy Boyd                                    | Musical              |                                         |
| Everything Is Thunder                          | Milton Rosmer                      | Constance Bennett, Douglass Montgomery                     | Thriller             |                                         |
| Excuse My Glove                                | Redd Davis                         | Len Harvey, Archie Pitt                                    | Sports               |                                         |
| Fair Exchange                                  | Ralph Ince                         | Patric Knowles, Roscoe Ates                                | Comedy               |                                         |
| Faithful                                       | Paul L. Stein                      | Jean Muir, Hans Söhnker                                    | Musical              |                                         |
| Fame                                           | Leslie S. Hiscott                  | Sydney Howard, Miki Hood                                   | Comedy               |                                         |
| Find the Lady                                  | Roland Grillette                   | Jack Melford, Althea Henley                                | Comedy               |                                         |
| The First Offence                              | Herbert Mason                      | John Mills, Lilli Palmer                                   | Drama                |                                         |
| The Flying Doctor                              | Miles Mander                       | Charles Farrell, Mary Maguire                              | Drama                | Co-production with Australia            |
| Forget Me Not                                  | Zoltan Korda                       | Beniamino Gigli, Joan Gardner                              | Drama                |                                         |
| Full Speed Ahead                               | Lawrence Huntington                | Paul Neville, Moira Lynd                                   | Drama                |                                         |
| Gaol Break                                     | Ralph Ince                         | Basil Gill, Raymond Lovell                                 | Crime                | [ 1 ]                                   |
| The Gay Adventure                              | Sinclair Hill                      | Yvonne Arnaud, Barry Jones                                 | Comedy               |                                         |
| Grand Finale                                   | Ivar Campbell                      | Mary Glynne, Guy Newall                                    | Comedy               |                                         |
| Guilty Melody                                  | Richard Pottier                    | Gitta Alpar, John Loder                                    | Drama                |                                         |
| Gypsy Melody                                   | Edmond T. Gréville                 | Lupe Velez, Alfred Rode                                    | Musical/comedy       |                                         |
| Hail and Farewell                              | Ralph Ince                         | Claude Hulbert, Bruce Lester                               | Comedy               |                                         |
| Happy Days Are Here Again                      | Norman Lee                         | Renée Houston, Viola Compton                               | Musical              |                                         |
| The Happy Family                               | Maclean Rogers                     | Hugh Williams, Leonora Corbett                             | Comedy               |                                         |
| Head Office                                    | Melville W. Brown                  | Owen Nares, Nancy O'Neil                                   | Drama                |                                         |
| Hearts of Humanity                             | John Baxter                        | Bransby Williams, Wilfred Walter                           | Drama                |                                         |
| The Heirloom Mystery                           | Maclean Rogers                     | Edward Rigby, Mary Glynne                                  | Crime                |                                         |
| Highland Fling                                 | Manning Haynes                     | Charlie Naughton, Jimmy Gold                               | Comedy               |                                         |
| His Lordship                                   | Herbert Mason                      | George Arliss, Romilly Lunge                               | Drama                |                                         |
| Hot News                                       | W. P. Kellino                      | Lupino Lane, Phyllis Clare                                 | Comedy               | [ 2 ]                                   |
| House Broken                                   | Michael Hankinson                  | Mary Lawson, Jack Lambert, Enid Stamp Taylor               | Comedy               |                                         |
| The House of the Spaniard                      | Reginald Denham                    | Peter Haddon, Brigitte Horney                              | Thriller             |                                         |
| The Howard Case                                | Fraser Foulsham, Frank Richardson  | Jack Livesey, Olive Melville                               | Drama                | [ 3 ]                                   |
| I Live Again                                   | Arthur Maude                       | Noah Beery, Bessie Love                                    | Musical              |                                         |
| If I Were Rich                                 | Randall Faye                       | Jack Melford, Kay Walsh                                    | Comedy               |                                         |
| The Improper Duchess                           | Harry Hughes                       | Yvonne Arnaud, Hugh Wakefield                              | Comedy               |                                         |
| In the Soup                                    | Henry Edwards                      | Ralph Lynn, Judy Gunn                                      | Comedy               |                                         |
| The Interrupted Honeymoon                      | Leslie S. Hiscott                  | Claude Hulbert, Francis L. Sullivan, Glennis Lorimer       | Comedy               |                                         |
| Irish and Proud of It                          | Donovan Pedelty                    | Richard Hayward, Dinah Sheridan                            | Comedy               | Co-production with the Irish Free State |
| Irish for Luck                                 | Arthur B. Woods                    | Athene Seyler, Margaret Lockwood                           | Comedy               |                                         |
| It's in the Bag                                | William Beaudine                   | Jimmy Nervo, Teddy Knox                                    | Comedy               |                                         |
| It's Love Again                                | Victor Saville                     | Jessie Matthews, Robert Young, Sonnie Hale                 | Musical              |                                         |
| It's You I Want                                | Ralph Ince                         | Seymour Hicks, Marie Lohr                                  | Comedy               |                                         |
| Jack of All Trades                             | Robert Stevenson                   | Jack Hulbert, Gina Malo                                    | Comedy               |                                         |
| Juggernaut                                     | Henry Edwards                      | Boris Karloff, Joan Wyndham                                | Mystery              |                                         |
| Jury's Evidence                                | Ralph Ince                         | Hartley Power, Margaret Lockwood                           | Crime                |                                         |
| Keep Your Seats, Please                        | Monty Banks                        | George Formby, Florence Desmond                            | Comedy               |                                         |
| King of the Castle                             | Redd Davis                         | June Clyde, Claude Dampier                                 | Comedy               | [ 4 ]                                   |
| King of Hearts                                 | Oswald Mitchell, Walter Tennyson   | Will Fyffe, Gwenllian Gill                                 | Romance              |                                         |
| Laburnum Grove                                 | Carol Reed                         | Edmund Gwenn, Cedric Hardwicke, Victoria Hopper            | Comedy               |                                         |
| Land Without Music                             | Walter Forde                       | Richard Tauber, Diana Napier                               | Comedy               |                                         |
| The Last Journey                               | Bernard Vorhaus                    | Julien Mitchell,                                           | Thriller             |                                         |
| The Last Waltz                                 | Leo Mittler                        | Jarmila Novotna, Harry Welchman                            | Musical              |                                         |
| Limelight                                      | Herbert Wilcox                     | Anna Neagle, Arthur Tracy                                  | Musical              |                                         |
| The Limping Man                                | Walter Summers                     | Francis L. Sullivan, Hugh Wakefield                        | Mystery              |                                         |
| Living Dangerously                             | Herbert Brenon                     | Otto Kruger, Leonora Corbett                               | Drama                |                                         |
| The Lonely Road                                | James Flood                        | Clive Brook, Victoria Hopper                               | Drama                |                                         |
| Love at Sea                                    | Adrian Brunel                      | Rosalyn Boulter, Carl Harbord                              | Comedy               |                                         |
| Love in Exile                                  | Alfred L. Werker                   | Helen Vinson, Clive Brook                                  | Romance              |                                         |
| Love Up the Pole                               | Clifford Gulliver                  | Ernie Lotinga, Vivienne Chatterton, Wallace Lupino         | Comedy               |                                         |
| Luck of the Turf                               | Randall Faye                       | Jack Melford, Wally Patch, Moore Marriott                  | Comedy               |                                         |
| The Man Behind the Mask                        | Michael Powell                     | Hugh Williams, Jane Baxter                                 | Mystery              |                                         |
| The Man in the Mirror                          | Maurice Elvey                      | Edward Everett Horton, Genevieve Tobin                     | Comedy               |                                         |
| The Man Who Changed His Mind                   | Robert Stevenson                   | Boris Karloff, Anna Lee                                    | Horror               |                                         |
| The Man Who Could Work Miracles                | Lothar Mendes                      | Roland Young, Joan Gardner                                 | Fantasy/comedy       |                                         |
| Melody of My Heart                             | Wilfred Noy                        | Derek Oldham, Lorraine La Fosse                            | Musical              |                                         |
| Men Are Not Gods                               | Walter Reisch                      | Miriam Hopkins, Gertrude Lawrence                          | Drama                |                                         |
| Men of Yesterday                               | John Baxter                        | Stewart Rome, Cecil Parker                                 | Drama                |                                         |
| Midnight at Madame Tussaud's                   | George Pearson                     | James Carew, Charles Oliver                                | Mystery/horror       |                                         |
| The Mill on the Floss                          | Tim Whelan                         | Geraldine Fitzgerald, Frank Lawton, James Mason            | Drama                |                                         |
| Mother, Don't Rush Me                          | Norman Lee                         | Robb Wilton, Muriel Aked                                   | Comedy               |                                         |
| Murder at the Cabaret                          | Reginald Fogwell                   | Phyllis Robins, James Carew                                | Crime                |                                         |
| Murder by Rope                                 | George Pearson                     | Sunday Wilshin, Wilfrid Hyde-White                         | Mystery              |                                         |
| Night Mail                                     | Harry Watt, Basil Wright           | Arthur Clarke, John Grierson                               | Documentary short    |                                         |
| No Escape                                      | Norman Lee                         | Valerie Hobson, Billy Milton                               | Mystery              |                                         |
| Not So Dusty                                   | Maclean Rogers                     | Wally Patch, Gus McNaughton                                | Comedy               |                                         |
| Nothing Like Publicity                         | Maclean Rogers                     | William Hartnell, Marjorie Taylor                          | Comedy               |                                         |
| On Top of the World                            | Redd Davis                         | Betty Fields, Frank Pettingell                             | Comedy               |                                         |
| One Good Turn                                  | Alfred J. Goulding                 | Leslie Fuller, Georgie Harris                              | Comedy               |                                         |
| Once in a Million                              | Arthur B. Woods                    | Charles "Buddy" Rogers, Mary Brian                         | Comedy               |                                         |
| Ourselves Alone                                | Brian Desmond Hurst                | John Loder, Antoinette Cellier                             | Drama                |                                         |
| Pagliacci                                      | Karl Grune                         | Richard Tauber, Diana Napier                               | Musical              |                                         |
| Pay Box Adventure                              | W. P. Kellino                      | Syd Crossley, Marjorie Corbett                             | Crime                |                                         |
| Pot Luck                                       | Tom Walls                          | Ralph Lynn, Robertson Hare                                 | Comedy               |                                         |
| Prison Breaker                                 | Adrian Brunel                      | James Mason, Wally Patch                                   | Crime/drama          |                                         |
| The Prisoner of Corbal                         | Karl Grune                         | Nils Asther, Hugh Sinclair                                 | Historical           |                                         |
| Public Nuisance No. 1                          | Marcel Varnel                      | Frances Day, Arthur Riscoe                                 | Comedy               |                                         |
| Queen of Hearts                                | Monty Banks                        | Gracie Fields, John Loder                                  | Comedy               |                                         |
| Radio Lover                                    | Austin Melford                     | Wylie Watson, Betty Ann Davies                             | Comedy               |                                         |
| Reasonable Doubt                               | George King                        | John Stuart, Nancy Burne                                   | Comedy               |                                         |
| Rembrandt                                      | Alexander Korda                    | Charles Laughton, Gertrude Lawrence, Elsa Lanchester       | Biography            |                                         |
| Rhodes of Africa                               | Berthold Viertel                   | Walter Huston, Oskar Homolka                               | Historical           |                                         |
| Rhythm in the Air                              | Arthur B. Woods                    | Jack Donohue, Tutta Rolf                                   | Comedy               |                                         |
| Royal Eagle                                    | George A. Cooper                   | John Garrick, Nancy Burne                                  | Crime                |                                         |
| Sabotage                                       | Alfred Hitchcock                   | Sylvia Sidney, Oskar Homolka, John Loder                   | Drama                |                                         |
| The Scarab Murder Case                         | Michael Hankinson                  | Wilfrid Hyde-White, Wally Patch                            | Mystery              |                                         |
| Second Bureau                                  | Victor Hanbury                     | Marta Labarr, Charles Oliver                               | Spy                  |                                         |
| Secret Agent                                   | Alfred Hitchcock                   | John Gielgud, Peter Lorre, Madeleine Carroll, Robert Young | Spy/drama            |                                         |
| Secret of Stamboul                             | Andrew Marton                      | Valerie Hobson, James Mason                                | Thriller             |                                         |
| The Secret Voice                               | George Pearson                     | John Stuart, Diana Beaumont                                | Thriller             |                                         |
| Sensation                                      | Brian Desmond Hurst                | John Lodge, Diana Churchill                                | Crime                |                                         |
| Seven Sinners                                  | Albert de Courville                | Edmund Lowe, Constance Cummings                            | Thriller             |                                         |
| The Shadow of Mike Emerald                     | Maclean Rogers                     | Leslie Perrins, Marjorie Mars                              | Crime                |                                         |
| She Knew What She Wanted                       | Thomas Bentley                     | Albert Burdon, Claude Dampier, Googie Withers              | Musical              |                                         |
| Shipmates o' Mine                              | Oswald Mitchell                    | John Garrick, Jean Adrienne, Wallace Lupino                | Musical              | [ 5 ]                                   |
| Show Flat                                      | Bernard Mainwaring                 | Clifford Heatherley, Polly Ward                            | Comedy               |                                         |
| Skylarks                                       | Thornton Freeland                  | Jimmy Nervo, Teddy Knox                                    | Comedy               |                                         |
| The Small Man                                  | John Baxter                        | George Carney, Minnie Rayner                               | Drama                |                                         |
| Soft Lights and Sweet Music                    | Herbert Smith                      | Bert Ambrose, Evelyn Dall                                  | Musical              |                                         |
| Someone at the Door                            | Herbert Brenon                     | Aileen Marston, Noah Beery                                 | Drama                |                                         |
| Song of Freedom                                | J. Elder Wills                     | Paul Robeson, Elisabeth Welch                              | Drama                |                                         |
| Southern Roses                                 | Frederic Zelnik                    | George Robey, Gina Malo                                    | Musical/comedy       |                                         |
| Sporting Love                                  | J. Elder Wills                     | Stanley Lupino, Laddie Cliff                               | Comedy               |                                         |
| Spy of Napoleon                                | Maurice Elvey                      | Richard Barthelmess, Dolly Haas                            | Historical           |                                         |
| A Star Fell from Heaven                        | Paul Merzbach                      | Joseph Schmidt, Billy Milton                               | Comedy               |                                         |
| Stars on Parade                                | Oswald Mitchell, Challis Sanderson | Sam Barton, Mabel Constanduros                             | Musical              |                                         |
| The Story of Papworth                          | Anthony Asquith                    | Madeleine Carroll, Gordon Harker                           | Short drama          |                                         |
| Strange Cargo                                  | Lawrence Huntington                | Kathleen Kelly, George Mozart                              | Crime                |                                         |
| Strangers on Honeymoon                         | Albert de Courville                | Constance Cummings, Hugh Sinclair                          | Comedy               |                                         |
| Such Is Life                                   | Randall Faye                       | Gene Gerrard, Claude Dampier                               | Comedy               |                                         |
| Sunshine Ahead                                 | Wallace Orton                      | Betty Astell, Leslie Perrins                               | Musical              |                                         |
| Sweeney Todd: The Demon Barber of Fleet Street | George King                        | Tod Slaughter, Stella Rho                                  | Horror               |                                         |
| Talk of the Devil                              | Carol Reed                         | Ricardo Cortez, Sally Eilers                               | Crime                |                                         |
| The Tenth Man                                  | Brian Desmond Hurst                | John Davis Lodge, Antoinette Cellier                       | Drama                |                                         |
| Terror on Tiptoe                               | Louis Renoir                       | Bernard Nedell, Mabel Poulton                              | Crime                |                                         |
| They Didn't Know                               | Herbert Smith                      | Eve Gray, Leslie Perrins                                   | Comedy               |                                         |
| Things to Come                                 | William Cameron Menzies            | Raymond Massey, Edward Chapman                             | Sci-fi               |                                         |
| This Green Hell                                | Randall Faye                       | Edward Rigby, Sybil Grove                                  | Comedy               |                                         |
| This'll Make You Whistle                       | Herbert Wilcox                     | Jack Buchanan, Elsie Randolph, William Kendall             | Musical comedy       |                                         |
| Three Maxims                                   | Herbert Wilcox                     | Anna Neagle, Tullio Carminati                              | Drama                |                                         |
| Ticket of Leave                                | Michael Hankinson                  | Dorothy Boyd, John Clements                                | Crime                |                                         |
| To Catch a Thief                               | Maclean Rogers                     | John Garrick, Mary Lawson                                  | Comedy               |                                         |
| Toilers of the Sea                             | Ted Fox, Selwyn Jepson             | Andrews Engelmann, Cyril McLaglen                          | Adventure            |                                         |
| Tomorrow We Live                               | H. Manning Haynes                  | Godfrey Tearle, Haidee Wright                              | Drama                |                                         |
| A Touch of the Moon                            | Maclean Rogers                     | John Garrick, Dorothy Boyd                                 | Comedy               | [ 6 ]                                   |
| Treachery on the High Seas                     | Emil-Edwin Reinert                 | Bebe Daniels, Charles Farrell, Tom Helmore                 | Crime                |                                         |
| Tropical Trouble                               | Harry Hughes                       | Douglass Montgomery, Betty Ann Davies                      | Comedy               |                                         |
| Troubled Waters                                | Albert Parker                      | James Mason, Virginia Cherrill                             | Mystery              |                                         |
| Tudor Rose                                     | Robert Stevenson                   | John Mills, John Laurie                                    | Historical drama     |                                         |
| Twelve Good Men                                | Ralph Ince                         | Henry Kendall, Nancy O'Neil                                | Crime                |                                         |
| Twice Branded                                  | Maclean Rogers                     | James Mason, Robert Rendel                                 | Crime                |                                         |
| Two on a Doorstep                              | Lawrence Huntington                | Kay Hammond, Harold French                                 | Comedy               |                                         |
| Two's Company                                  | Tim Whelan                         | Ned Sparks, Gordon Harker                                  | Comedy               |                                         |
| Under Proof                                    | Roland Gillett                     | Betty Stockfeld, Tyrell Davis                              | Comedy               |                                         |
| The Vandergilt Diamond Mystery                 | Randall Faye                       | Betty Astell, Bruce Seton                                  | Comedy               |                                         |
| Variety Parade                                 | Oswald Mitchell                    | Harry Tate, Nat Gonella                                    | Comedy/musical       | [ 7 ]                                   |
| Wedding Group                                  | Alex Bryce, Campbell Gullan        | Fay Compton, Patric Knowles                                | Drama                |                                         |
| Wednesday's Luck                               | George Pearson                     | Patrick Barr, Linden Travers                               | Drama                |                                         |
| Well Done, Henry                               | Wilfred Noy                        | Will Fyffe, Cathleen Nesbitt                               | Comedy               |                                         |
| When Knights Were Bold                         | Jack Raymond                       | Jack Buchanan, Fay Wray                                    | Comedy               |                                         |
| Where There's a Will                           | William Beaudine                   | Will Hay, H. F. Maltby, Graham Moffatt                     | Comedy               |                                         |
| Where's Sally?                                 | Arthur B. Woods                    | Chili Bouchier, Gene Gerrard                               | Comedy               |                                         |
| Whom the Gods Love                             | Basil Dean                         | Stephen Haggard, Victoria Hopper, John Loder               | Historical           |                                         |
| A Wife or Two                                  | Maclean Rogers                     | Henry Kendall, Nancy Burne                                 | Comedy               |                                         |
| Windbag the Sailor                             | William Beaudine                   | Will Hay, Moore Marriott, Graham Moffatt                   | Comedy               |                                         |
| Wings Over Africa                              | Ladislao Vajda                     | Joan Gardner, Ian Colin                                    | Adventure            |                                         |
| Wolf's Clothing                                | Andrew Marton                      | Claude Hulbert, Gordon Harker                              | Comedy               |                                         |
| A Woman Alone                                  | Eugene Frenke                      | Anna Sten, Henry Wilcoxon                                  | Drama                |                                         |
| You Must Get Married                           | Leslie Pearce                      | Frances Day, Neil Hamilton                                 | Comedy               |                                         |